# Calyx tufa
Calyx tufa är en svampdjursart som först beskrevs av Ridley och Arthur Dendy 1886.  Calyx tufa ingår i släktet Calyx och familjen Phloeodictyidae. Inga underarter finns listade i Catalogue of Life.